# 金凳子
金凳子（阿坎語：Sika 'dwa；英語：Golden Stool），是位於今迦納境內的前阿散蒂王国的寶座。依據阿散蒂人的傳說，擔任大祭司，同時也是阿散蒂王国兩位共同創立者之一的歐克姆弗·安諾基，利用阿坎族人的政治传统，设置了一张金凳子，在一次大规模集会中，让它从空中降落到首任國王奥塞·图图的膝上。這類座椅向來象徵領導權，而金凳子更成為阿散蒂王国的精神標誌。

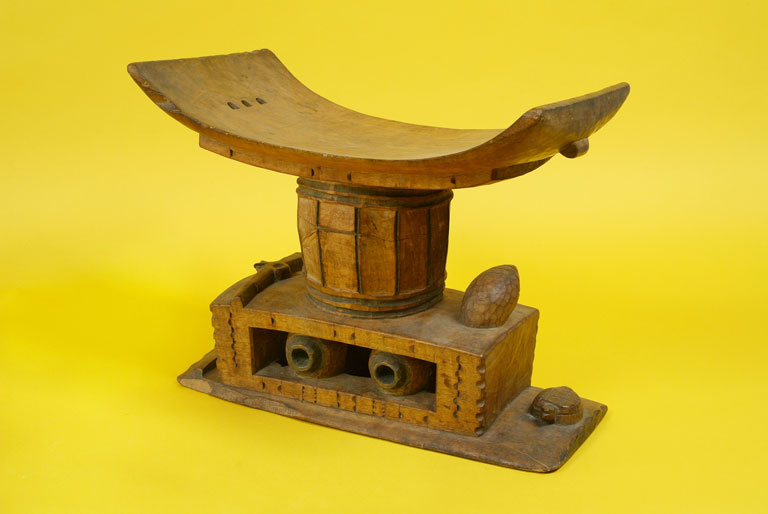
一张阿坎族凳子，据信是为王母 (非洲阿坎族)设计的。1940-1965，藏于印第安納波利斯兒童博物館

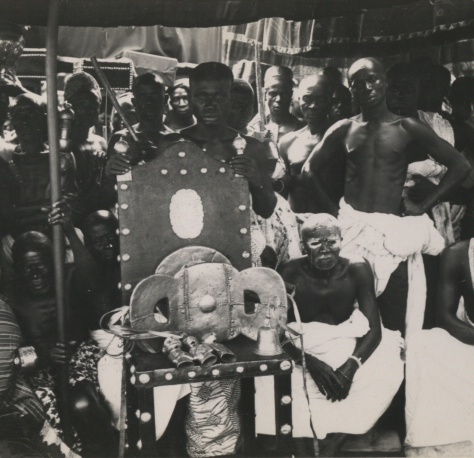
1935年的阿散蒂金凳子

繪有金凳子的阿散蒂國旗

## 歷史
阿散蒂王国创立者奥塞·图图在阿克瓦穆军队的护送下回国继位，一同回国的还有大祭司歐克姆弗·安诺基，对阿克瓦穆和登基拉等鄰国的政治和军事都很熟悉，在阿散蒂王国的形成和发展中起了重要作用。
安诺基还利用阿坎族群的政治传统，安排了金凳子从天而降的儀式。接着，他要求与会各位著名酋长和王母献出一片指甲和一些头发，并以此制成药浆，涂抹金凳子，同时让献物人饮下。金凳子代表了整个阿散蒂民族的精神，成为阿散蒂人团结统一的象征和精神力量的源泉。
金凳子拥有者奥塞·图图成了阿散蒂人的神圣领袖，各阿曼托首领必须对土王“阿散蒂赫内”宣誓效忠。自此，阿散蒂地区政治、组织和思想上成为一个统一、巩固的联邦国家。

## 外部連結
- Picture of Golden Stool （页面存档备份，存于）
- African Stools. Hamill Gallery of Tribal Art, catalogue of exhibition, March 1-May 26, 2001. （页面存档备份，存于）
- West African Kingdom: Asante. BBC World Service. （页面存档备份，存于）